# 프리스코 키드
《프리스코 키드》(The Frisco Kid)는 미국에서 제작된 로버트 알드리치 감독의 1979년 서부, 코미디 영화이다. 진 와일더 등이 주연으로 출연하였고 마크 뉴펠드 등이 제작에 참여하였다.

## 출연

### 주연
- 진 와일더
- 해리슨 포드

### 조연
- 리오 퍼크스
- 페니 페이서
- 윌리엄 스미스
- 잭 소맥
- 비지 바켓
- 쉐이 더핀
- 클라이드 쿠사추
- 클리포드 A. 펠로우
- 알랜 리치
- 빈센트 쉬아벨리
- 존 스테드먼
- 이안 울프
- 스테픈 자커리아스
- 에다 레이스 메린
- 마이클 일라이어스
- 롤프 세던
- 러스티 블리츠
- 마틴 가너
- 글로리아 헤이스
- 알렉스 로메로
- 프랭크 드 볼
- 알빈 그린먼
- 칼 루카스
- 조지 바로우즈
- 딕 디킨슨
- 존 블리퍼
- 월터 자노비츠
- 워렌 셀코
- 리처드 케네디
- 데이빗 브래들리
- 헨리 로랜드
- 래리 겔맨
- 라몬 비어리
- 발 비소글리오
- 조지 디센조
- 칩 플라이
- 행크 로빈슨
- 로버트 패딜라
- 조 캡
- 브래드 브릭스
- 영 주에

## 기타
- 미술: 테렌스 마쉬
- 세트: 마빈 마치
- Ass-PD: 멜 델러